# Werner Schley
Pour les articles homonymes, voir Schley.
Werner Schley (né le 25 janvier 1935 à Bâle et mort le 30 mai 2007 à Majorque, îles Baléares, Espagne) est un joueur suisse de football, évoluant au poste de gardien de but.

## Biographie

### En club
- 1951-1952 : FC Nordstern Bâle
- 1952-1953 : FC Bâle
- 1953-1954 : Grasshopper-Club Zurich
- 1954-1958 : FC Bâle
- 1958-1965 : FC Zurich

### En sélection
- 3 sélections
- Première sélection : Suisse-Yougoslavie 1-5, le 26 avril 1959 à Bâle
- Dernière sélection : Suisse - Hollande 3-1, le 18 mai 1960 à Zurich